# Manol Manolov
Manol Tomov Manolov (in bulgaro Манол Томов Манолов?; Sofia, 4 agosto 1925 – Sofia, 16 dicembre 2008) è stato un allenatore di calcio e calciatore bulgaro, di ruolo difensore. Morì il 16 dicembre 2008 a Sofia, all'età di 83 anni, dopo una lunga malattia.

## Carriera

### Club
Dopo brevi esperienze con Ustrem Sofia e Septemvri Sofia, si trasferisce al CSKA Sofia, con il quale giocherà dal 1948 al 1962, segnando 8 reti in 239 partite.

### Nazionale
Ha segnato una rete con la Nazionale bulgara, con la quale ha ottenuto 57 presenze.

## Palmarès

### Giocatore

#### Club
- Campionato bulgaro: 12

CSKA Sofia: 1948, 1951, 1952, 1954, 1955, 1956, 1957, 1958, 1958-1959, 1959-1960, 1960-1961, 1961-1962
- Coppa di Bulgaria: 5

CSKA Sofia: 1951, 1954, 1955, 1960, 1961

#### Nazionale
- Bronzo olimpico: 1

Melbourne 1956

### Allenatore
- Campionato bulgaro: 3

CSKA Sofia: 1970-1971, 1971-1972, 1972-1973
- Coppa di Bulgaria: 3

CSKA Sofia: 1972, 1973, 1985

## Altro
È attualmente il giocatore con più presenze nel Derby Eterno di Bulgaria.